# René Ouvrard
René Ouvrard (Chinon, 1624 - Tours, 1694) foi um padre, compositor, maestro e escritor da França.
Foi mestre de capela das catedrais de Bordéus, Narbona e da Sainte-Chapelle em Paris. Também escreveu sobre arquitetura, sendo um teórico influente na estruturação do Academismo arquitetônico na França.

## Publicações
- Secret pour composer en musique par un art nouveau, 1660
- L'Art et la Science des nombres en latin et en français, 1677
- Architecture harmonique, 1677
- Défense de l'ancienne tradition des Églises de France, 1678
- Histoire de la musique chez les Hébreux, les Grecs et les Romains